# 史密夫架

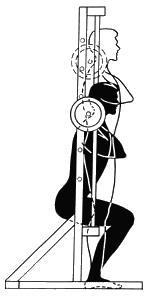
史密夫架可以用作深蹲訓練

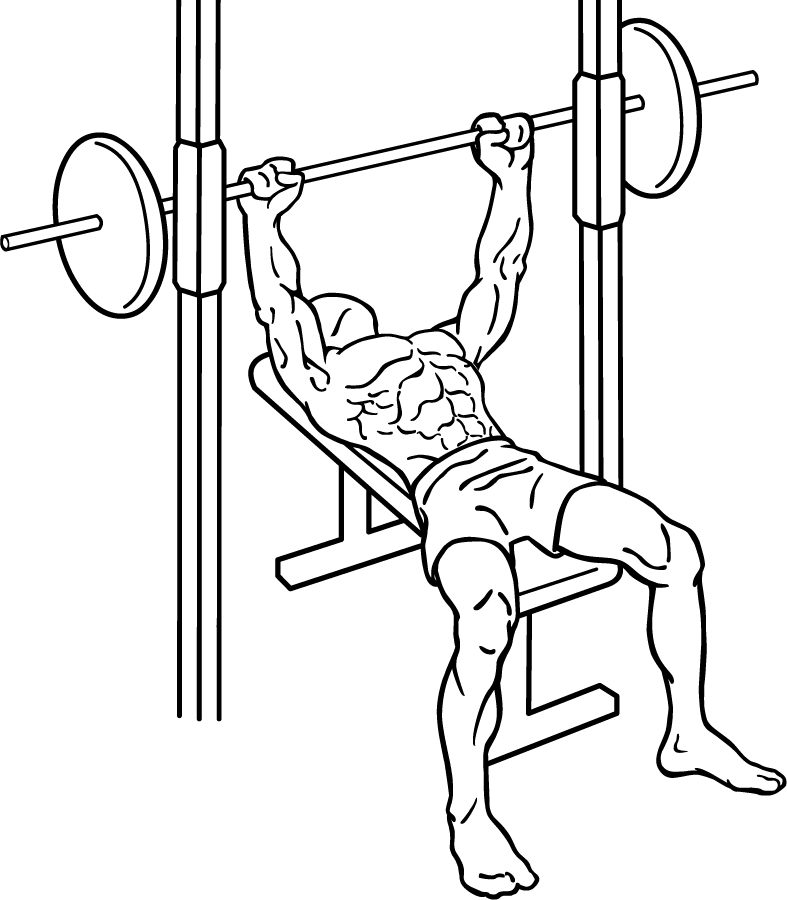
史密夫架卧推

史密夫架（英語：Smith machine），又稱史密斯架、史密斯训练器，是一種重量訓練用器材，是由美國健身教練傑克·拉蘭內（Jack LaLanne）於1950年代發明設計，而后被Rudy Smith指示Paul Martin改进后用于Smith管理的健身房，因而得名。此種訓練器多為初學者使用，其固定軌道可以防止槓鈴左右搖擺。架上有安全設計，臥推失手時，可以防止槓鈴壓胸。

## 使用
- 臥推
- 深蹲
- 推肩